# Nieder-Weisel
Nieder-Weisel ist ein Stadtteil von Butzbach im hessischen Wetteraukreis, am nordöstlichen Übergang des Taunus zur Wetterau.

## Geographische Lage
Nieder-Weisel (179 m ü. NN) liegt südlich von Butzbach in der Wetterau in Hessen. Westlich liegt der Stadtteil Hoch-Weisel mit 252 m ü. NN erheblich höher. Im Osten wird es durch die Autobahn A5 von Frankfurt am Main Richtung Kassel begrenzt. Nach Süden liegt Ober-Mörlen. Zu Nieder-Weisel gehört die Waldsiedlung, die geographisch direkt an das Stadtgebiet Butzbachs grenzt.

## Geschichte

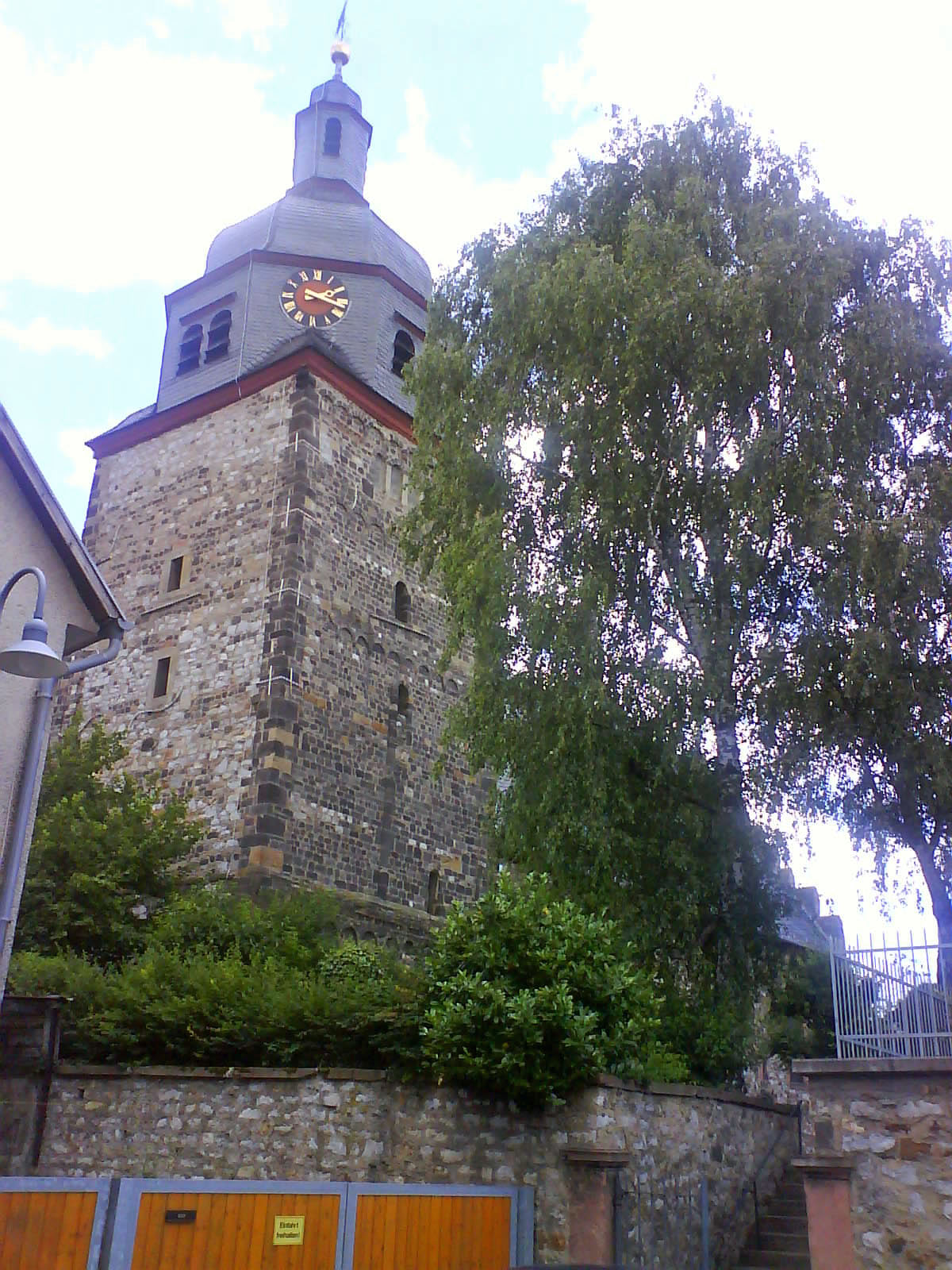
Turm der Dorfkirche in Nieder-Weisel

### Ortsgeschichte
Nieder-Weisel ist seit der Bandkeramik fast ununterbrochen Siedlungsgebiet. Der heutige Ort entstand etwa im 6. und 7. Jahrhundert. Vermutlich wurde Nieder-Weisel erstmals 772 unter dem Namen „Wizele“ urkundlich erwähnt. Eine Trennung zwischen Nieder- und Hoch-Weisel fand damals noch nicht statt. Im 12. Jahrhundert kam Nieder-Weisel zum Besitztum der Herren von Arnsburg-Münzenberg. Reichskämmerer Kuno I. von Münzenberg stattete den Johanniterorden nach 1185 großzügig mit Gütern in und um Nieder-Weisel aus. Dies führte zur Gründung der Kommende in Nieder-Weisel.
Aus dem 12. Jahrhundert stammt der Turm der Dorfkirche. Diese hat einen, noch heute erkennbaren, wehrhaften Charakter. Das heutige Kirchenschiff wurde im 17. Jahrhundert fertiggestellt.

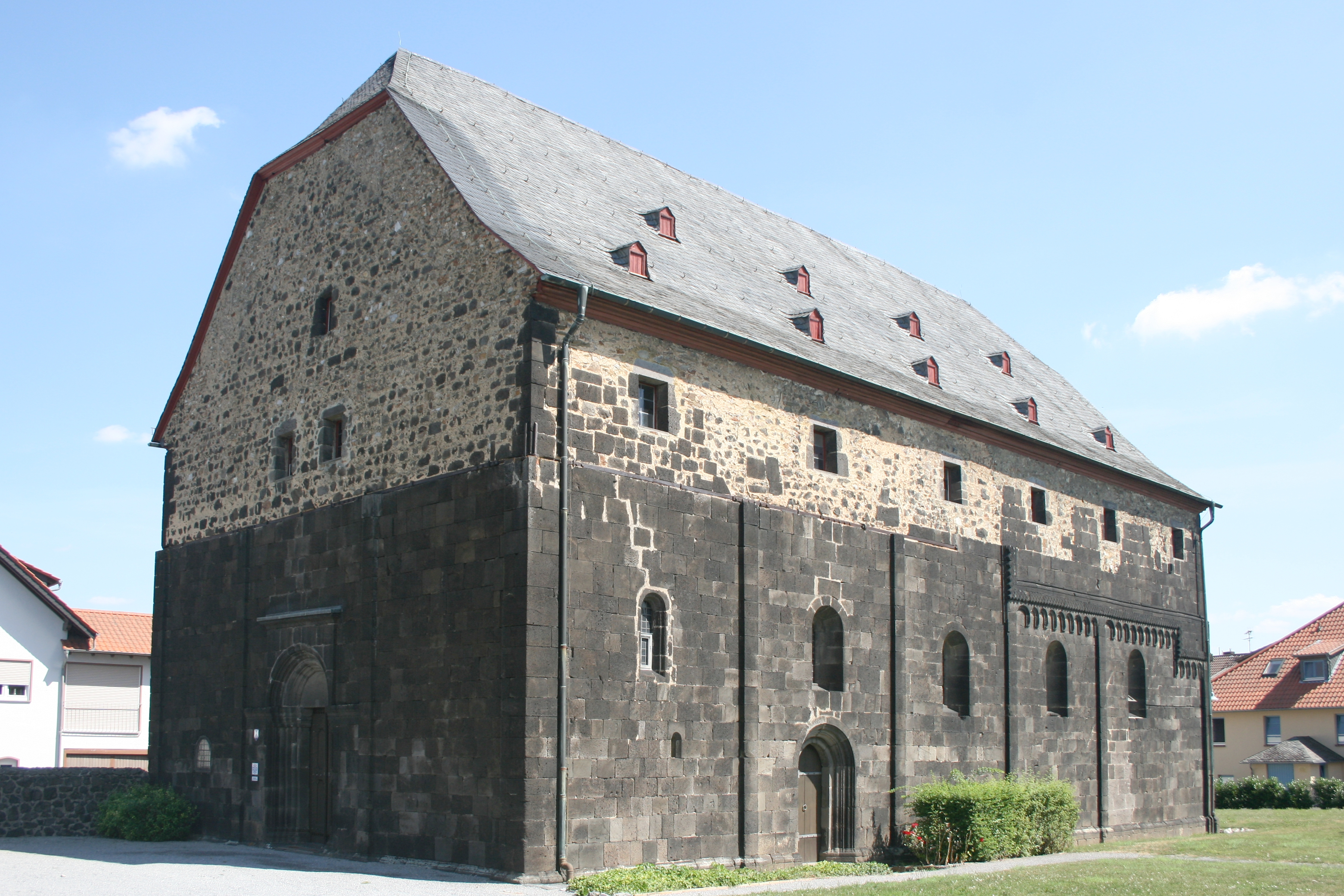
Komturkirche in Butzbach Nieder-Weisel aus dem 12. oder 13. Jahrhundert

Ungefähr ab 1195 wurde in Nieder-Weisel die romanische Komturkirche des Johanniterordens errichtet. Die Kirche findet sich 1245 erstmals in schriftlichen Urkunden über die Errichtung der Kommende. Die Kommende wurde endgültig ab 1557 evangelisch. Im Mittelalter wurde das Obergeschoss der zweigeschossigen Kirche nie fertiggestellt, vermutlich weil der Förderer der Kommende, Kuno I., verstarb. Um 1550 stockte der Johanniterorden das Obergeschoss aus eigenen Mitteln auf. Der Bau wurde erst im 19. Jahrhundert nach der Rückgabe an den Johanniterorden restauriert und vollendet. Die Übergänge vom alten Bauabschnitt zum neuen sind deutlich erkennbar, da die Fertigstellung mit Bruchsteinen erfolgte, während das Untergeschoss aus behauenen Steinen mit Steinmetzarbeiten ausgeführt wurde.
Nieder-Weisel lag an dem mittelalterlichen Handelsweg Weinstraße (Wagenstraße) von Frankfurt-Höchst nach Bremen bzw. Lübeck. Die Weinstraße teilte sich zwischen Höchst und Butzbach den Verlauf mit der durch die langen Hessen genannten Handelsstraße von Frankfurt nach Eisenach.
Am 6. Mai 1761 wurden 54 Häuser, 74 Scheunen und 75 größere Ställe Opfer eines Brandes entlang der Straße aus Butzbach. Menschen kamen dabei nicht zu Schaden.
Bis 1806 blieb der Malteserorden Eigentümer der Kommende, zu der auch die Komturkirche und landwirtschaftliche Nutzflächen bis nach Lich und Wetzlar gehörten. Mit der Rheinbundakte fielen die Besitzungen an das Großherzogtum Hessen. Das Gut und die Kirche wurden 1811 von Freiherr von Wiesenhütten gekauft, das Erdgeschoss der Kirche nutzte er als Kuhstall. Die Enteignung der Johanniter hatte erhebliche wirtschaftliche Folgen für die Nieder-Weiseler Bauern, bewirtschafteten sie doch bis dahin die Güter des Ordens als Pächter. Der Freiherr ließ nun sein Gut selbst bewirtschaften, und dies führte zu einer großen Auswanderungswelle. Die Einwohnerzahl sank von ca. 2300 im Jahr 1849 bis auf ca. 1300 im Jahr 1893.
1864 sollte die Kirche abgerissen werden. Der evangelische Pfarrer in Nieder-Weisel, Wilhelm Kayser, konnte den Abriss 1866 gerade noch verhindern.

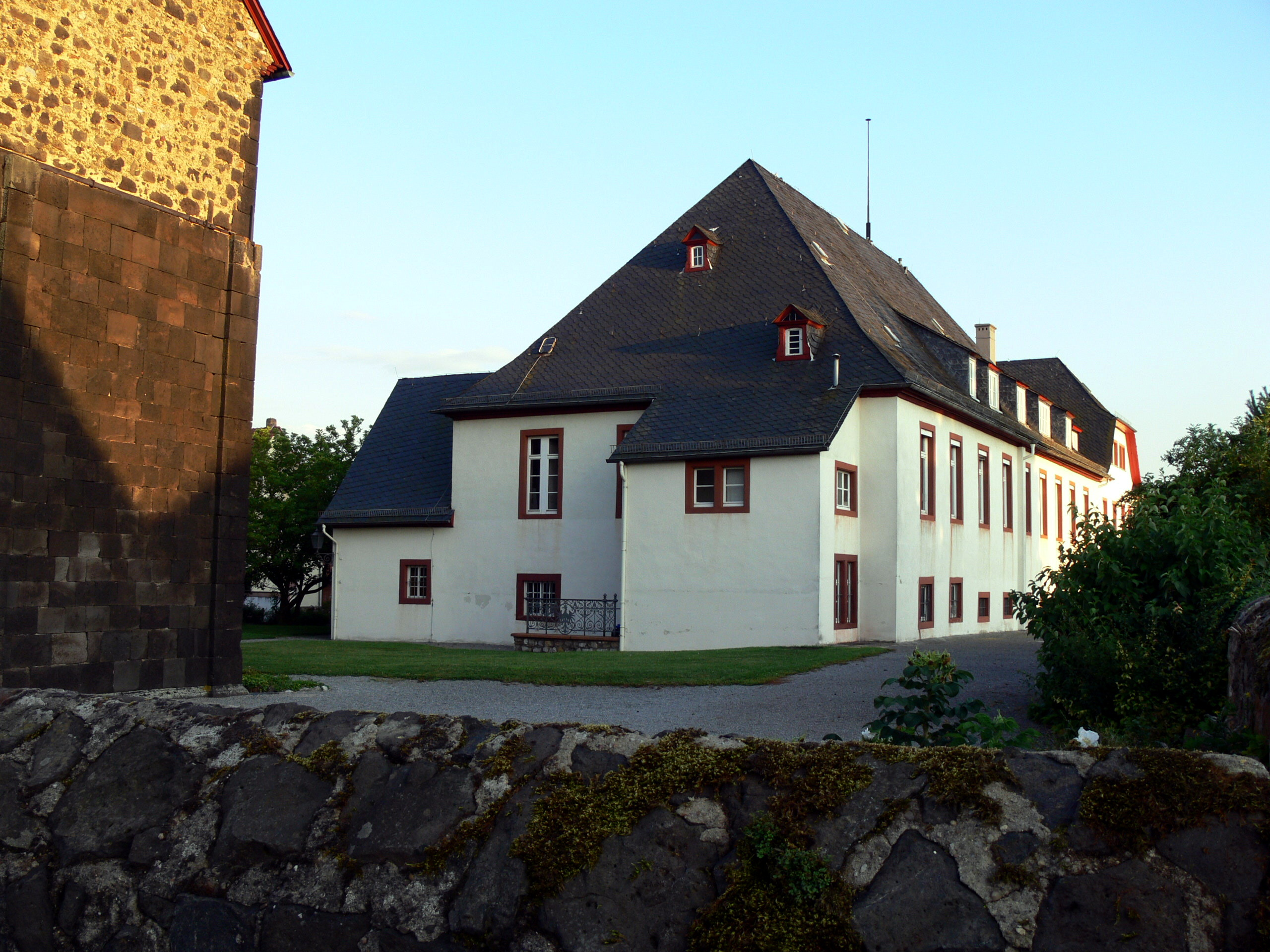
Ehem. Krankenhaus des Johanniterordens

Die hessische Genossenschaft des Ordens erhielt die Kirche 1867 vom hessischen Fiskus geschenkt. Ab 1868 restaurierte Hugo von Ritgen sie im Auftrag des Ordens. Dieser kaufte 1869 auch das ehemalige Gutshaus zurück. Es wurde von 1870 bis 1973 als Krankenhaus genutzt. Heute ist es das Ordenshaus der hessischen Genossenschaft.
In den Jahren 1851 bis etwa 1875 wanderten über 300 Familien oder Personen aus Nieder-Weisel nach Victoria in Australien aus, um nach dem dort ausgebrochenen Goldrausch Arbeit und Einkommen zu finden. Zur Erinnerung an die Auswanderer wurde im Jahr 2010 eine mit Spenden finanzierte Gedenktafel im Kirchhof der Pfarrkirche enthüllt.
Am 18. Juni 1893 brannte es verheerend in der Hintergasse; bei diesem Brand wurde auch die Pfarrkirche beschädigt. In der Folge wurde die noch heute aktive Freiwillige Feuerwehr Nieder-Weisel mit Unterstützung der Gemeindeverwaltung am 28. Dezember 1893 gegründet.
Die 1835 erbaute Synagoge wurde während der Novemberpogrome 1938 geschändet und geplündert. Die Ruine wurde abgerissen und mit einem Wohnhaus überbaut.
Nach dem Zweiten Weltkrieg wurden zahlreiche Heimatvertriebene in Nieder-Weisel angesiedelt und die Waldsiedlung als eigener, jedoch von der Ortsmitte Nieder-Weisels mehrere Straßenkilometer entfernter Ortsteil gegründet. Die Siedlung grenzt mittlerweile unmittelbar an die Kernstadt Butzbach.
Im Jahr 1961 wurde in der Komturkirche in Nieder-Weisel die Allianz der Orden vom Hl. Johannes gegründet. Mitglieder der Allianz sind die Balley Brandenburg (Deutschland), The Most Venerable Order of St. John (Großbritannien), Johanniter Orde in Nederland (Niederlande) und Johanniterorden i Sverige (Schweden).
Hessische Gebietsreform (1970–1977)
Zum 31. Dezember 1970 erfolgte im Zuge der Gebietsreform in Hessen auf freiwilliger Basis die Eingemeindung der bis dahin selbständige Gemeinde Nieder-Weisels als Stadtteil nach Butzbach. Für Nieder-Weisel wurde, wie für alle Stadtteile von Butzbach, ein Ortsbezirk mit Ortsbeirat und Ortsvorsteher gebildet.

### Verwaltungsgeschichte im Überblick
Die folgende Liste zeigt die Staaten und Verwaltungseinheiten, denen Nieder-Weisel angehört(e):

- vor 1718: Heiliges Römisches Reich, Grafschaft Solms-Hohensolms, Amt Nieder-Weisel
- ab 1718: Heiliges Römisches Reich, Grafschaft Solms-Hohensolms-Lich, Amt Nieder-Weisel
- ab 1806: Großherzogtum Hessen (Souveränitätslande),[Anm. 2] Fürstentum Oberhessen, Amt Nieder-Weisel (des Grafen Solms-Hohensolms-Lich)[13]
- ab 1815: Provinz Oberhessen (Souveränitätslande), Amt Nieder-Weisel (des Grafen Solms-Hohensolms-Lich)[14]
- ab 1820: Großherzogtum Hessen, Provinz Oberhessen, Amt Nieder-Weisel[Anm. 3]
- ab 1822: Großherzogtum Hessen, Provinz Oberhessen, Landratsbezirk Hungen[15][Anm. 4]
- ab 1837: Großherzogtum Hessen, Provinz Oberhessen, Kreis Friedberg
- ab 1848: Großherzogtum Hessen, Regierungsbezirk Friedberg
- ab 1852: Großherzogtum Hessen, Provinz Oberhessen, Kreis Friedberg
- ab 1867: Norddeutscher Bund[Anm. 5] Großherzogtum Hessen, Provinz Oberhessen, Kreis Friedberg
- ab 1871: Deutsches Reich, Großherzogtum Hessen, Provinz Oberhessen, Kreis Friedberg
- ab 1918: Deutsches Reich (Weimarer Republik), Volksstaat Hessen, Provinz Oberhessen, Kreis Friedberg
- ab 1938: Deutsches Reich, Volksstaat Hessen, Landkreis Friedberg[16][Anm. 6]
- ab 1945: Amerikanische Besatzungszone,[Anm. 7] Groß-Hessen, Regierungsbezirk Darmstadt, Landkreis Friedberg
- ab 1946: Amerikanische Besatzungszone, Hessen, Regierungsbezirk Darmstadt, Landkreis Friedberg
- ab 1949: Bundesrepublik Deutschland, Hessen, Regierungsbezirk Darmstadt, Landkreis Friedberg
- ab 1971: Bundesrepublik Deutschland, Hessen, Regierungsbezirk Darmstadt, Landkreis Friedberg, Stadt Butzbach
- ab 1972: Bundesrepublik Deutschland, Hessen, Regierungsbezirk Darmstadt, Wetteraukreis, Stadt Butzbach

### Gerichte seit 1803
In der Landgrafschaft Hessen-Darmstadt wurde mit Ausführungsverordnung vom 9. Dezember 1803 das Gerichtswesen neu organisiert. Für das Fürstentum Oberhessen (ab 1815 Provinz Oberhessen) wurde das „Hofgericht Gießen“ eingerichtet. Es war für normale bürgerliche Streitsachen Gericht der zweiten Instanz, für standesherrliche Familienrechtssachen und Kriminalfälle die erste Instanz. Übergeordnet war das Oberappellationsgericht Darmstadt. Die Rechtsprechung der ersten Instanz wurde durch die Ämter bzw. Standesherren vorgenommen und somit war für Nieder-Weisel ab 1806 das „Patrimonialgericht der Grafen Solms-Hohensolms-Lich“ in Nieder-Weisel zuständig. Nach der Gründung des Großherzogtums Hessen 1806 wurden die Aufgaben der ersten Instanz 1821–1822 im Rahmen der Trennung von Rechtsprechung und Verwaltung auf die neu geschaffenen Land- bzw. Stadtgerichte übertragen. Ab 1822 ließen die Grafen Solms-Hohensolms-Lich ihre Rechte am Gericht durch das Großherzogtum Hessen in ihrem Namen ausüben. „Landgericht Lich“ war daher die Bezeichnung für das erstinstanzliche Gericht, das für Nieder-Weisel zuständig war. Auch auf sein Recht auf die zweite Instanz, die durch die Justizkanzlei in Hungen ausgeübt wurde verzichtete der Graf 1823. Erst infolge der Märzrevolution 1848 wurden mit dem „Gesetz über die Verhältnisse der Standesherren und adeligen Gerichtsherren“ vom 15. April 1848 die standesherrlichen Sonderrechte endgültig aufgehoben. Zu Beginn des Jahres 1837 wurde Nieder-Weisel mit Hausen-Oes dem Landgericht Friedberg zugeteilt. Nieder-Weisel mit Hausen-Oes wurde zum 1. Juli 1840 vom Landgericht Friedberg abgetrennt und bildeten mit weiteren Gemeinden den Bezirk des neu errichteten Landgerichts Butzbach.
Anlässlich der Einführung des Gerichtsverfassungsgesetzes mit Wirkung vom 1. Oktober 1879, infolge derer die bisherigen großherzoglichen Landgerichte durch Amtsgerichte an gleicher Stelle ersetzt wurden, während die neu geschaffenen Landgerichte nun als Obergerichte fungierten, kam es zur Umbenennung in „Amtsgericht Butzbach“ und Zuteilung zum Bezirk des Landgerichts Gießen.
2004 wurde das Amtsgericht Butzbach aufgelöst und in das Amtsgericht Friedberg integriert.

## Bevölkerung
Einwohnerstruktur 2011
Nach den Erhebungen des Zensus 2011 lebten am Stichtag dem 9. Mai 2011 in Nieder-Weisel 2394 Einwohner. Darunter waren 141 (5,9 %) Ausländer. Nach dem Lebensalter waren 450 Einwohner unter 18 Jahren, 1053 zwischen 18 und 49, 483 zwischen 50 und 64 und 408 Einwohner waren älter. Die Einwohner lebten in 1011 Haushalten. Davon waren 315 Singlehaushalte, 273 Paare ohne Kinder und 315 Paare mit Kindern, sowie 81 Alleinerziehende und 27 Wohngemeinschaften. In 186 Haushalten lebten ausschließlich Senioren und in 787 Haushaltungen lebten keine Senioren.
Einwohnerentwicklung
| Nieder-Weisel: Einwohnerzahlen von 1834 bis 2022 | Nieder-Weisel: Einwohnerzahlen von 1834 bis 2022 | Nieder-Weisel: Einwohnerzahlen von 1834 bis 2022 | Nieder-Weisel: Einwohnerzahlen von 1834 bis 2022 | Nieder-Weisel: Einwohnerzahlen von 1834 bis 2022 |
| --- | ------------------------------------------------ | ------------------------------------------------ | ------------------------------------------------ | ------------------------------------------------ |
| Jahr |                                                  |                                                  |                                                  | Einwohner                                        |
| 1834 | 1834                                             |                                                  | 1.743                                            | 1.743                                            |
| 1840 | 1840                                             |                                                  | 1.916                                            | 1.916                                            |
| 1846 | 1846                                             |                                                  | 2.028                                            | 2.028                                            |
| 1852 | 1852                                             |                                                  | 2.291                                            | 2.291                                            |
| 1858 | 1858                                             |                                                  | 2.002                                            | 2.002                                            |
| 1864 | 1864                                             |                                                  | 1.298                                            | 1.298                                            |
| 1871 | 1871                                             |                                                  | 1.326                                            | 1.326                                            |
| 1875 | 1875                                             |                                                  | 1.289                                            | 1.289                                            |
| 1885 | 1885                                             |                                                  | 1.325                                            | 1.325                                            |
| 1895 | 1895                                             |                                                  | 1.342                                            | 1.342                                            |
| 1905 | 1905                                             |                                                  | 1.348                                            | 1.348                                            |
| 1910 | 1910                                             |                                                  | 1.451                                            | 1.451                                            |
| 1925 | 1925                                             |                                                  | 1.503                                            | 1.503                                            |
| 1939 | 1939                                             |                                                  | 1.579                                            | 1.579                                            |
| 1946 | 1946                                             |                                                  | 2.408                                            | 2.408                                            |
| 1950 | 1950                                             |                                                  | 2.456                                            | 2.456                                            |
| 1956 | 1956                                             |                                                  | 2.301                                            | 2.301                                            |
| 1961 | 1961                                             |                                                  | 2.424                                            | 2.424                                            |
| 1967 | 1967                                             |                                                  | 2.496                                            | 2.496                                            |
| 1970 | 1970                                             |                                                  | 2.562                                            | 2.562                                            |
| 1980 | 1980                                             |                                                  | ?                                                | ?                                                |
| 1990 | 1990                                             |                                                  | ?                                                | ?                                                |
| 2008 | 2008                                             |                                                  | 2.514                                            | 2.514                                            |
| 2010 | 2010                                             |                                                  | 2.373                                            | 2.373                                            |
| 2015 | 2015                                             |                                                  | 2.353                                            | 2.353                                            |
| 2022 | 2022                                             |                                                  | 3.352                                            | 3.352                                            |
| Datenquelle: Historisches Gemeindeverzeichnis für Hessen: Die Bevölkerung der Gemeinden 1834 bis 1967. Wiesbaden: Hessisches Statistisches Landesamt, 1968. Weitere Quellen: LAGIS; 2008–2015; 2022 |                                                  |                                                  |                                                  |                                                  |

Religion
1961 wurden 1906 evangelische (= 78,63 %) und 460 katholische (= 18,98 %) Einwohner gezählt.
Bis 1938 war gab es in Nieder-Weisel neben der evangelischen Gemeinde eine jüdische, deren Synagoge sich ab 1835 in der Weingartenstraße 1 befand. Die jüdische Bevölkerung machte bis zu 6 % aus. Heute erinnern daran der jüdische Friedhof sowie 13 Stolpersteine in Nieder-Weisel.
Nach dem Zweiten Weltkrieg wuchs der Anteil katholischer Einwohner durch den Zuzug von Flüchtlingen. Eine eigene katholische Kirchengemeinde besteht nicht.

## Politik

### Wappen
| Wappen von Nieder-Weisel | Blasonierung: „Geteilt von Gold und Rot, oben der wachsende rotbewehrte blaue Solmser Löwe, unten das silberne Johanniterkreuz.“ |
| Wappen von Nieder-Weisel | Das Siegel vom AMT NIEDER WEISL des 17. Jahrhunderts zeigt im runden, beschindelten Siegelfeld den gekrönten solmsischen Löwen als Zeichen der damaligen Ortsherrschaft. Da dieses Siegelbild so als Ortswappen nicht zu gebrauchen ist, ist der wachsende solmsische Löwe mit dem Johanniterkreuz vereinigt worden, da der Ort vor 1245 Sitz einer Johanniterkommende wurde und die 1869 dem Johanniterorden wieder überwiesene Kirche auch heute noch Sitz des neubegründeten Ordens ist. Das Wappen wurde am 24. September 1953 amtlich genehmigt. |

### Ortsbeirat
Bei der Kommunalwahl am 27. März 2011 ergab sich folgende Sitzverteilung:
| Parteien | Parteien                                    | Sitze |
| CDU      | Christlich Demokratische Union Deutschlands | 2     |
| SPD      | Sozialdemokratische Partei Deutschlands     | 2     |
| FDP      | Freie Demokratische Partei                  | 1     |
| Gesamt   | Gesamt                                      | 5     |

Ortsvorsteher ist Bernd Winter von der CDU.

## Kultur und Sehenswürdigkeiten

### Bauwerke

#### 12. bis 13. Jahrhundert
Evangelische Pfarrkirche
Der Turm der Wehrkirche entstammt in seinen Grundzügen vermutlich der ersten Hälfte des 12. Jahrhunderts. Der Turmhelm wurde um 1655 aufgesetzt. Das heutige Kirchenschiff entstand unter teilweiser Verwendung romanischer Bausubstanz zwischen 1545 und 1613. Die Innenausstattung stammt vermutlich aus der ersten Hälfte des 17. Jahrhunderts.
Komturkirche Nieder-Weisel der Kommende Nieder-Weisel des Johanniterordens
Romanische zweigeschossige Kirche mit einer östlichen vorgebauten halbrunden Apsis und zwei Apsiden in den Seitenschiffen. Die Datierung des Baues ist nicht vollständig geklärt. Der Bau dürfte ab Mitte des 12. Jahrhunderts bzw. im 13. Jahrhundert entstanden sein. Der Krankensaal im Obergeschoss blieb unvollendet und wurde im 16. Jahrhundert mit einer Flachdecke auf Holzbalken vervollständigt. Ab 1868 wurde die Komturkirche von Hugo von Ritgen restauriert.

#### 14. bis 18. Jahrhundert
Altes Rathaus
Das alte Rathaus in der Butzbacher Straße 2 stammt aus dem Jahr 1555. 1860 umgebaut, wurde 1887 das Schulhaus rechtwinklig angebaut.
Herrenhaus der Johanniter
Das Herrenhaus entstand 1780. 1913 wurde es winkelförmig erweitert, um dem größeren Platzbedarf des Krankenhauses gerecht zu werden. Stilistisch wurden die Anbauten dem Mittelbau angeglichen.
Fachwerkbauernhöfe im alten Ortskern
Im Ortskern Nieder-Weisels finden sich noch heute gut erhaltene Bauernhöfe als teilweise verputzte Fachwerkbauten aus dem 17. bis 20. Jahrhundert. Der alte Ortskern steht als Gesamtanlage unter Denkmalschutz.

#### Soldatenfriedhof Nieder-Weisel
Auf diesem Friedhof ruhen deutsche Soldaten aus den Abwehrkämpfen gegen die Amerikaner in der Umgebung, aber auch viele Gefallene aus dem westlichen Thüringen, so 78 Tote aus der Schlacht bei Struth und 47 Tote aus Dörna vom 7. April 1945.

## Wirtschaft und Infrastruktur

### Verkehr

#### Straße
Nieder-Weisel liegt westlich der Bundesautobahn 5 an der Ausfahrt 13 Bad Nauheim. Im Norden führt die Bundesstraße 3 an Nieder-Weisel vorbei.

#### ÖPNV
Die Trasse der Main-Weser-Bahn schneidet den Ortsrand im Westen. Der nächste Haltepunkt befindet sich im benachbarten Ostheim. Nieder-Weisel gehört zum Rhein-Main-Verkehrsverbund. Durch Nieder-Weisel führt die Buslinie FB-56, welche von der ESE Verkehrsgesellschaft mbH betrieben wird und zum Fahrplanjahr 2024 die HLB Hessenbus ablöste.

### Bildung
- Die evangelische Kirchengemeinde Nieder-Weisel betreibt einen Kindergarten.
- In Nieder-Weisel befindet sich die Haingrabenschule (Grundschule).

## Söhne und Töchter des Ortes
- Johannes Junius (1573–1628), Bamberger Bürgermeister und Ratsherr, prominentes Opfer der Hexenverfolgung in Bamberg
- Horst Bürkle (1925–2015), katholischer Theologe
- Roswitha Moxter (1926–2004), Handweberin und Textil-Restauratorin
- Klaus-Detlev Grothusen (1928–1994), Historiker und ordentlicher Professor für Moderne osteuropäische Geschichte
- Werner Flach (1936–2023), ehemaliger Abgeordneter des Hessischen Landtags (CDU)
- Norbert Fischer (* 1947), Philosoph und Hochschullehrer
- Wolf Seesemann (* 1947), deutscher Regisseur, Schauspieler, Autor, Dramaturg, Projektmanager und Produzent für Neue Medien
- Gerd Jürgen Häuser (* 1948), Politiker, MdB
- Norbert Kartmann (* 1949), deutscher Politiker (CDU). Er ist seit 2003 Präsident des Hessischen Landtages.
- Armin Häuser (* 1964), deutscher Politiker (CDU). War von 2011 bis 2017 hauptamtlicher Bürgermeister der Stadt Bad Nauheim.
- Martin Guth (* 2. Februar 1970) bildet zusammen mit Dietrich Faber das Kabarett FaberhaftGuth.